# Przejście graniczne Lubawka-Královec (drogowe)
Przejście graniczne Lubawka-Královec – polsko-czeskie drogowe przejście graniczne położone w województwie dolnośląskim, w powiecie kamiennogórskim, w gminie Lubawka w miejscowości Lubawka, zlikwidowane w 2007.

## Opis
Przejście graniczne Lubawka-Královec z miejscem odprawy granicznej po stronie czeskiej w miejscowości Královec, czynne było całą dobę. Dopuszczony był ruch pieszych, rowerzystów, motocykli, samochodów osobowych, autokarów i mały ruch graniczny. 25 stycznia 2002 rozszerzono o ruch samochodów ciężarowych do 6 ton dopuszczalnej ładowności. Kontrolę graniczną osób, towarów oraz środków transportu kolejno wykonywała: Graniczna Placówka Kontrolna Straży Granicznej w Lubawce, Placówka Straży Granicznej w Lubawce.
Do przejścia granicznego po stronie polskiej, można było dojechać drogą krajową nr 5, a od strony czeskiej drogą krajową nr 16.
21 grudnia 2007 na mocy układu z Schengen przejście graniczne zostało zlikwidowane.

### Przejścia graniczne z Czechosłowacją
W okresie istnienia Czechosłowackiej Republiki Socjalistycznej funkcjonowały w tym miejscu polsko-czechosłowackie przejścia graniczne:
- małego ruchu granicznego Lubawka-Královec – I kategorii. Zostało utworzone 13 kwietnia 1960[5]. Czynne było codziennie w godz. 7.00–9.00 i 14.00–16.30. Dopuszczony był ruch osób i środków transportu na podstawie przepustek z wszelkich względów przewidzianych w Konwencji. Kontrola celna wykonywana była przez organy celne[6]. Kontrolę graniczną osób, towarów oraz środków transportu wykonywała Strażnica WOP Lubawka.
- drogowe Lubawka, czynne było codziennie przez całą dobę. Dopuszczony był ruch osobowy, towarowy[7] i mały ruch graniczny I kategorii[8][9]. Kontrolę graniczną osób, towarów oraz środków transportu wykonywała Graniczna Placówka Kontrolna Lubawka.

Tylko dla obywateli:

1. Ludowej Republiki Bułgarii
2. Czechosłowackiej Republiki Socjalistycznej
3. Niemieckiej Republiki Demokratycznej
4. Polskiej Rzeczypospolitej Ludowej
5. Socjalistycznej Republiki Rumunii
6. Węgierskiej Republiki Ludowej
7. Związku Socjalistycznych Republik Radzieckich.

W latach 1993 – 2001 przejście stanowiło punkt końcowy planowanej ówcześnie autostrady A3.

## Galeria

Przejście graniczne Lubawka-Královec (drogowe)
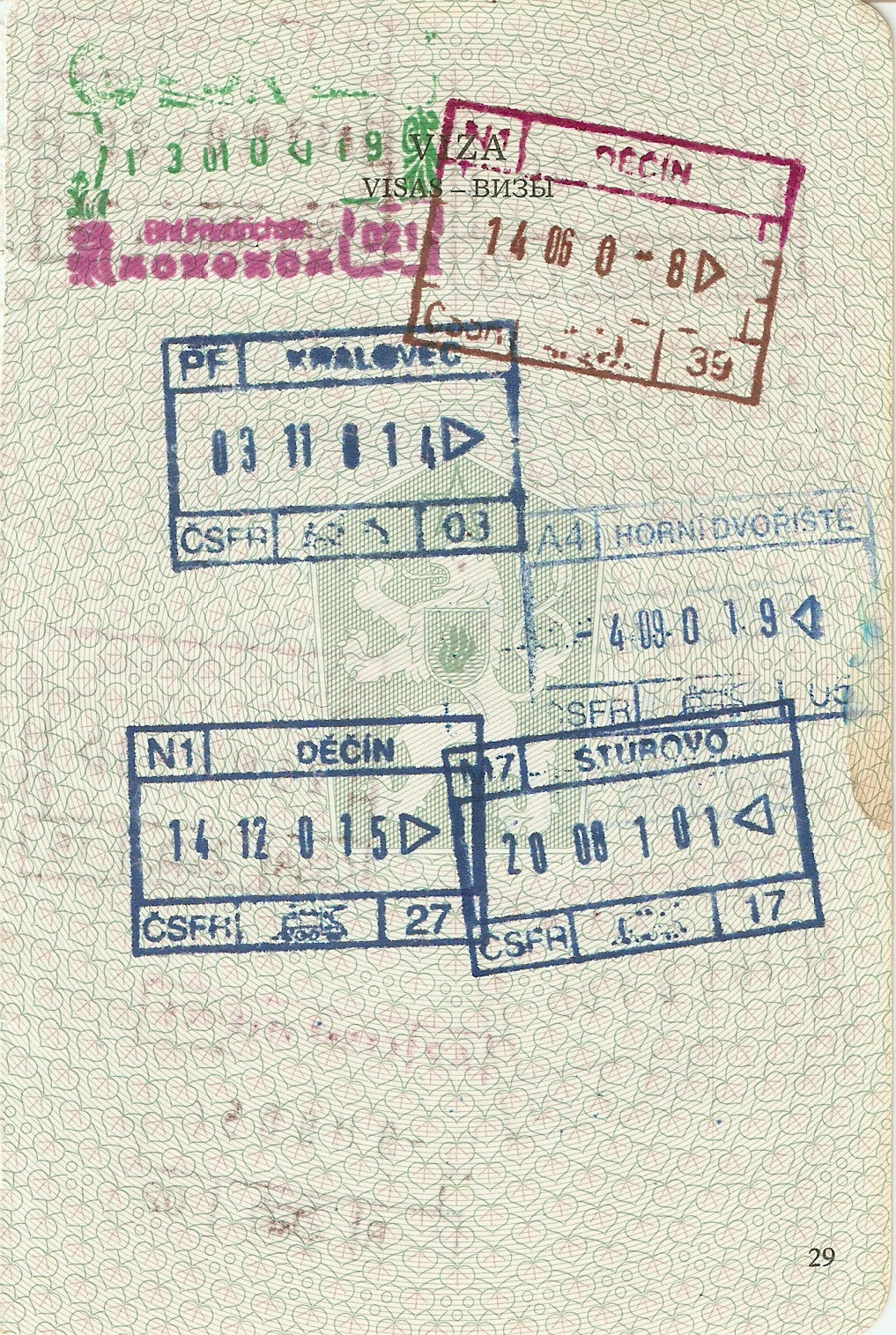
Stempel kontroli granicznej – pg Lubawka-Královec
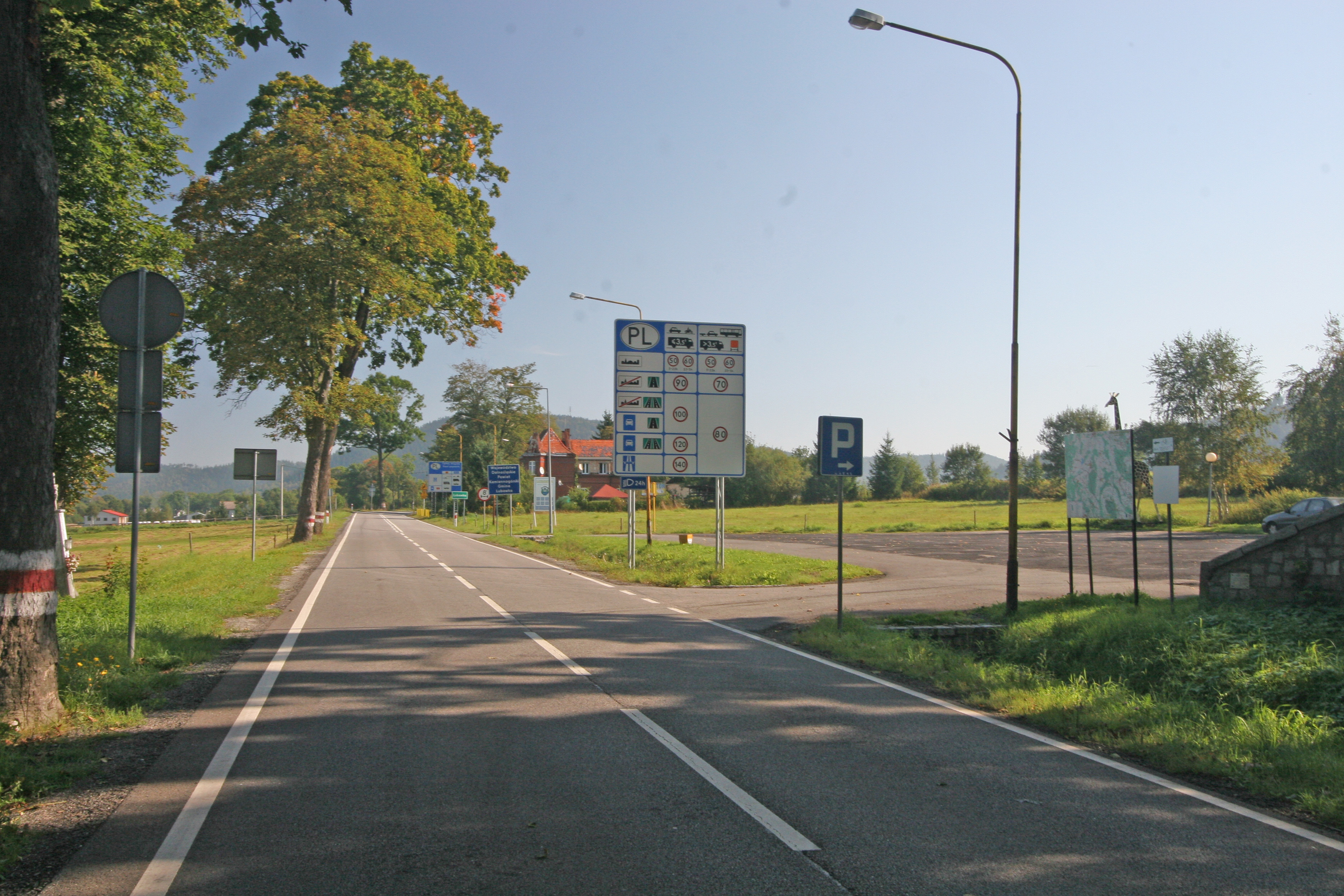
(2004)
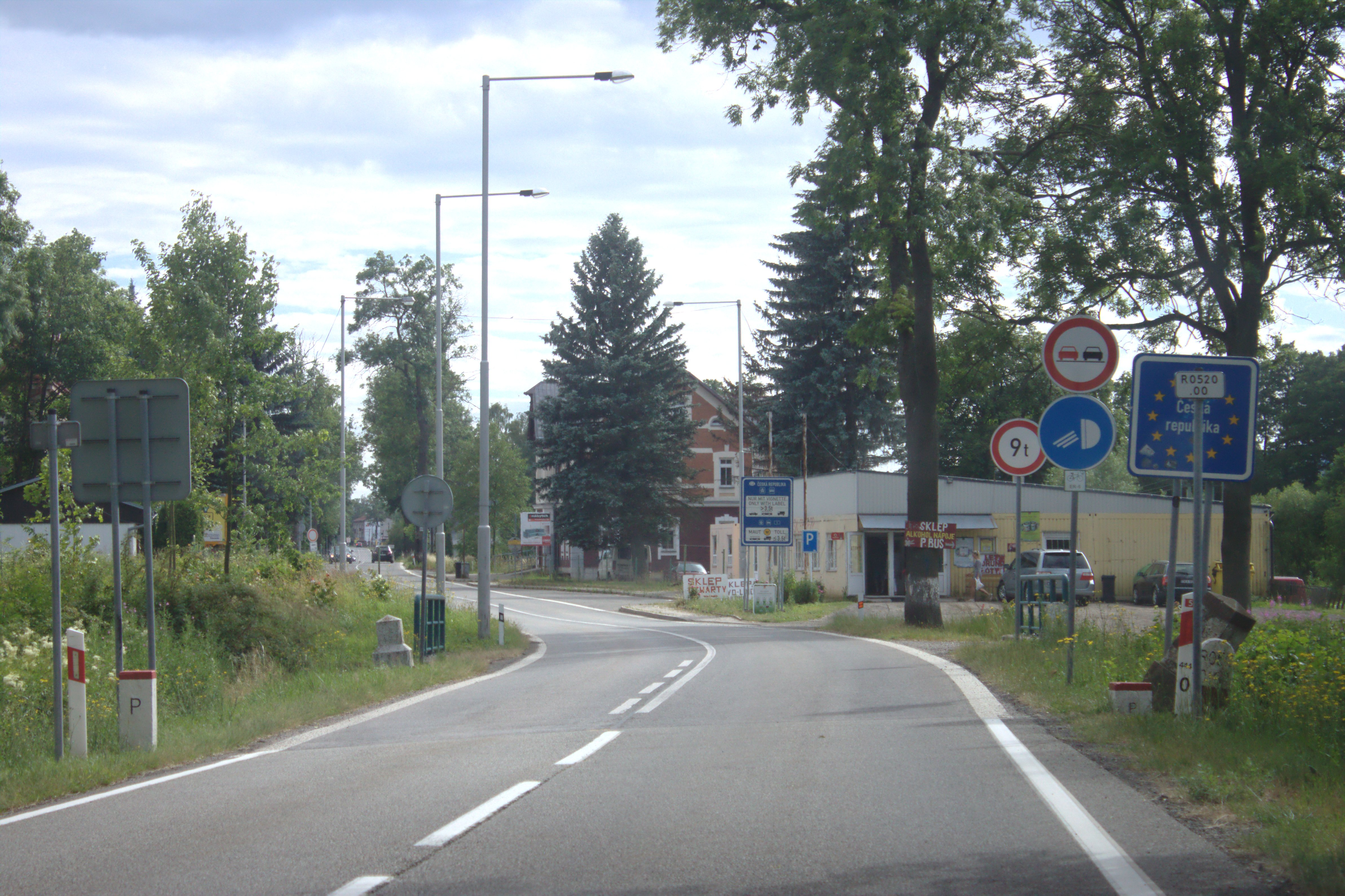
(lipiec 2019)